# دورة فرنسا المفتوحة 1983
قائمة بطولات دورة رولان غاروس لعام 1983:

## الكبار

### فردي الرجال
يانيك نواه هزم  ماتس ويلندر، النتيجة:6-2, 7-5, 7-6

### فردي السيدات
كريس إيفرت للويد هزمت  ميما جاشوفيتش، النتيجة:6-1, 6-2

### زوجي الرجال
أندرياس جارايد و هانس سايمونسن هزما  مارك إدموندسن و شيروود ستيورات، النتيجة:7-6(4), 6-4, 6-2

### زوجي السيدات
روزالين فايربانك و كاندي رينولدز هزمتا  كاثي جوردان و أن سميث، النتيجة:5-7, 7-5, 6-2

### زوجي مختلط
باربرا جوردان و إيليوت تيلتشر هزما  ليزلي ألين و تشارلس ستود، النتيجة:6-2, 6-3